# Ambroise Comarmond
Ambroise Marie Comarmond (parfois écrit Commarmond ou Caumarmont), né le 7 mai 1786 à Saint-Symphorien-sur-Coise et mort le 6 décembre 1857 à Lyon, est un chirurgien, bibliothécaire et conservateur de musée français.
Il a notamment été responsable des musées archéologiques de Lyon.

## Biographie

### Enfance et études
Il naît le 7 mai 1786 à Saint-Symphorien-sur-Coise, dans une vieille famille de la petite bourgeoisie lyonnaise. Une branche de cette famille porte de nos jours le patronyme de Comarmond.
Il fréquente deux précepteurs pendant les premières années de sa vie : l’Abbé Moiroux et l’Abbé Crozier. Ces derniers le forment à l’histoire, la grammaire et les mathématiques. Après la révolution, il intègre un pensionnat de l’Enfance à la Croix-Rousse composé de nombreux prêtres jésuites vivants sous de fausses identités jusqu’au directoire. Parmi les nombreux élèves de son collège, il se lie d’amitié avec Antoine Jean Baptiste d'Aigueperse et Alphonse de Lamartine.

### Mariage
Le 3 novembre 1812 à Lyon, il épouse Jeanne Marie Augustine Chirat du Vernay, fille de Jeanne-Marie Berlié, aquarelliste et élève de l'artiste lyonnais Jean Pillement, et de Charles Bernardin Chirat, négociant, Président du tribunal de commerce de Lyon et membre du corps législatif français.

### Postérité
En 1815, le 30 janvier est déclarée Marie Charlotte Célina ou Sélina qui est née le 28 janvier. Elle décède à l’âge de 11 ans et demi le 6 juillet 1826. Elle est enterrée au cimetière de Loyasse à l’emplacement no 26. Les tombes respectives d’Ambroise Comarmond et d’Augustine Chirat demeurent inconnues.

## Alliances
Par la famille Berlié, Ambroise Comarmond est aussi le beau-frère de Denis Charles Berlié (1785-1867), ingénieur vérificateur du cadastre de l’Ardèche connu comme le premier géomètre de la région. Ce dernier est l’époux de Joséphine Comarmond (1782-1840), sœur d’Ambroise. En tant qu’inspecteur, Denis Charles Berlié sera auteur de plusieurs écrits sur des monuments historiques de l’Ardèche et notamment de monuments autour de Cruas.

## Vie professionnelle

### Médecin à Lyon
Après être entré en 1807 comme élève en chirurgie de l'Hôtel-Dieu de Lyon, Ambroise Comarmond passe sa thèse le 14 juin 1811 à la Faculté de Médecine de Paris sur les probabilités de la vie humaine. Parmi ces examinateurs se trouvent Philippe Petit-Radel, Anthelme Richerand et René-Nicolas Dufriche Desgenettes.

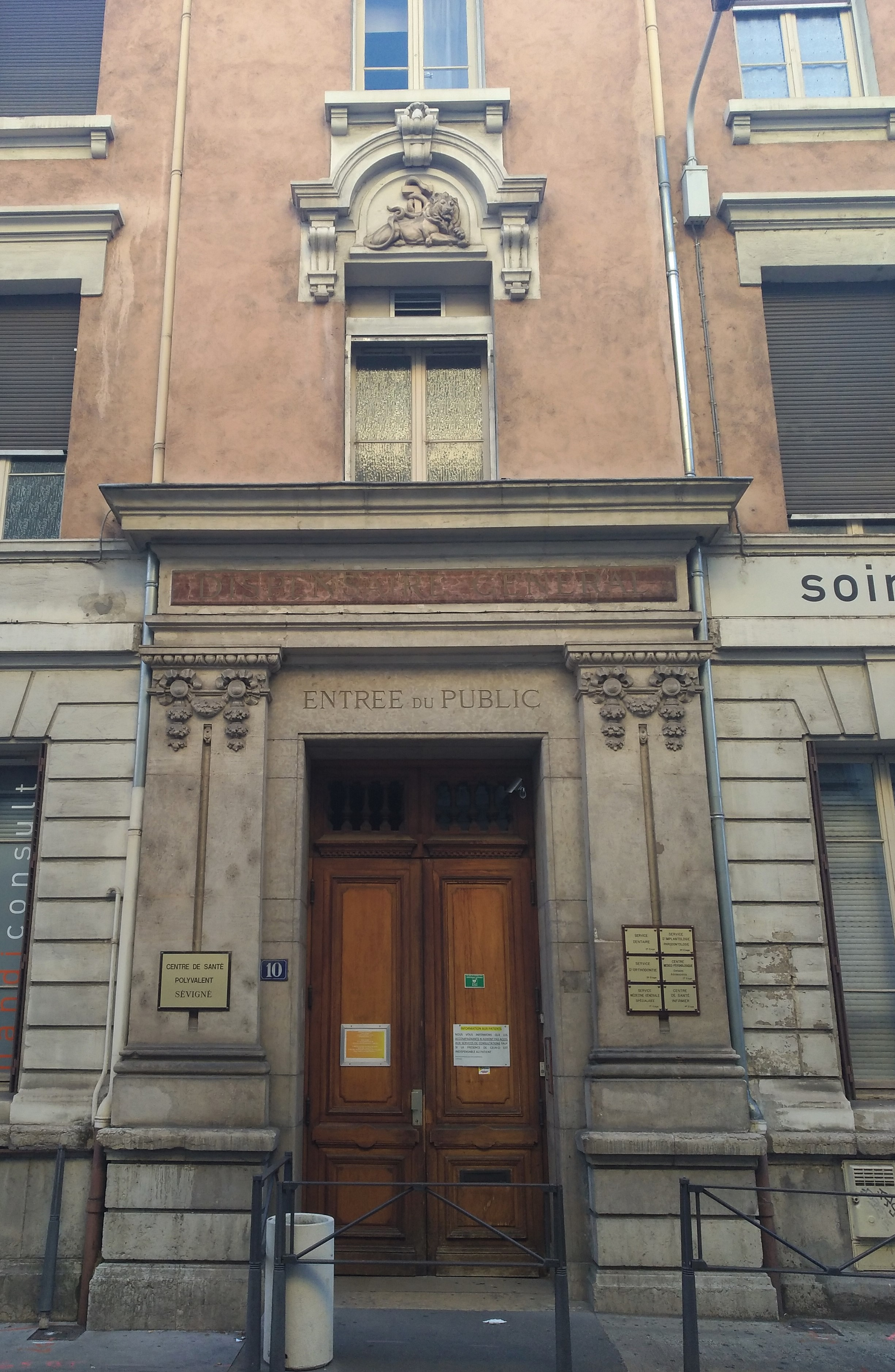
Ancien dispensaire général de Lyon, 10 rue de Sévigné 1 (juillet 2021)

En 1818, avec Goubard et Jandard, il fonde le Dispensaire général de Lyon. Il administrera ce lieu de 1818 à 1840, période durant laquelle il rédige de nombreux comptes-rendus dont l'existence transparaît auprès de différents documents relatifs au dispensaire, mais également à la santé publique comme la grippe et le choléra

### Bibliothécaire du Musée des Beaux-Arts
De 1837 à 1840, Ambroise Comarmond est bibliothécaire de la ville de Lyon alors même qu'il est encore médecin au Dispensaire Général de Lyon. Durant son office, il pourvoit à l’enrichissement de la bibliothèque en accueillant de nombreux dons et legs dont il dresse le catalogue.
Parmi les nombreux livres de la bibliothèque, le fonds Léon Galle mentionne dans trois courriers de 1837 à 1840 quelques livres qui sont passés entre les mains d'Ambroise Comarmond.
C'est Jean-Baptiste Monfalcon qui lui succède en 1841 après que le nouveau maire de Lyon Jean-François Terme nomme Ambroise conservateur des musées archéologiques de Lyon.

### Conservateur des musées archéologiques de Lyon
Le 11 mai 1841, Ambroise Comarmond est nommé conservateur des musées Archéologiques de la ville de Lyon par le député du Rhône et maire de Lyon Jean-François Terme.

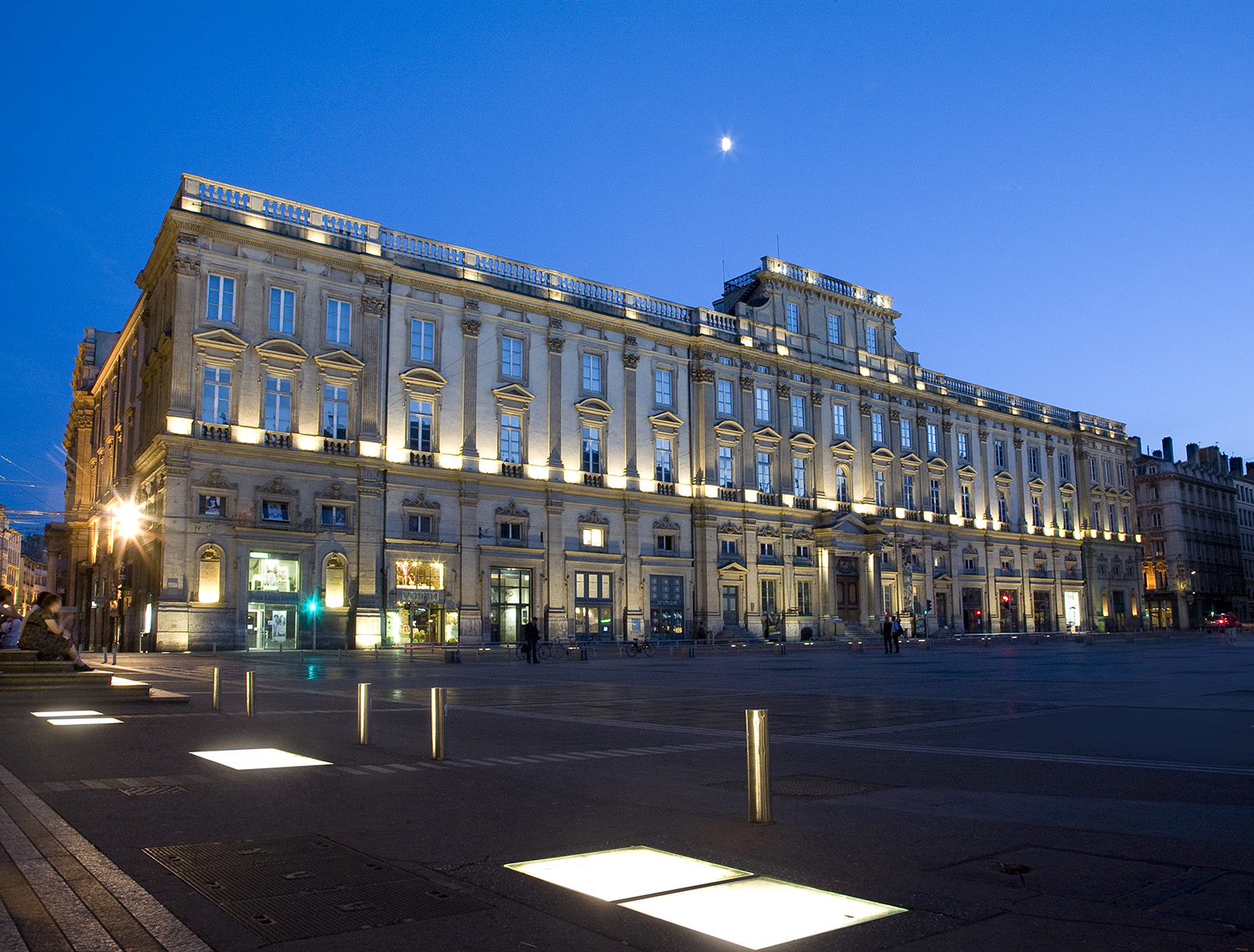
MBA Lyon façade nuit

Sous sa direction, le musée est enrichi de nombreuses collections dues aux fouilles de la Vaise, à la démolition du vieux pont du Change ainsi que de découvertes isolées et de dons des particuliers passant de deux cents documents à huit cent cinquante quatre. La crue exceptionnelle du Rhône en 1840 amène Jean-François Terme à engager d’importants travaux qui sont l’occasion de nombreuses trouvailles alimentant le musée.
À cette même époque, Ambroise devient l’interlocuteur local privilégié du ministre par l'intermédiaire du préfet et adresse deux rapports l'an sur l'état des monuments et des besoins en joignant dessin et notice afin de mieux convaincre. Il correspond avec Prosper Mérimée, mais aucun des édifices proposés n'est classé de son vivant. Ce n'est qu'en 1862 qu'un classement des édifices antiques commencera et que la mise en place d’une nouvelle législation sur l’expropriation verra le jour.
En 1843, durant une séance du Comité historique des arts et monuments, il propose de créer des entrepôts à l’échelon départemental afin de conserver les découvertes archéologiques monumentales avant de les réinstaller dans de nouveaux lieux d’exposition, une proposition qui ne sera pas retenue.
À sa mort, il est remplacé le 10 décembre 1857 par Edmé Camille Martin-Daussigny (1805-1878).

## Concurrence et controverse
La concurrence est féroce et les revendications de paternité sont fréquentes au Milieu du XIXe siècle en matière de recherches archéologiques.

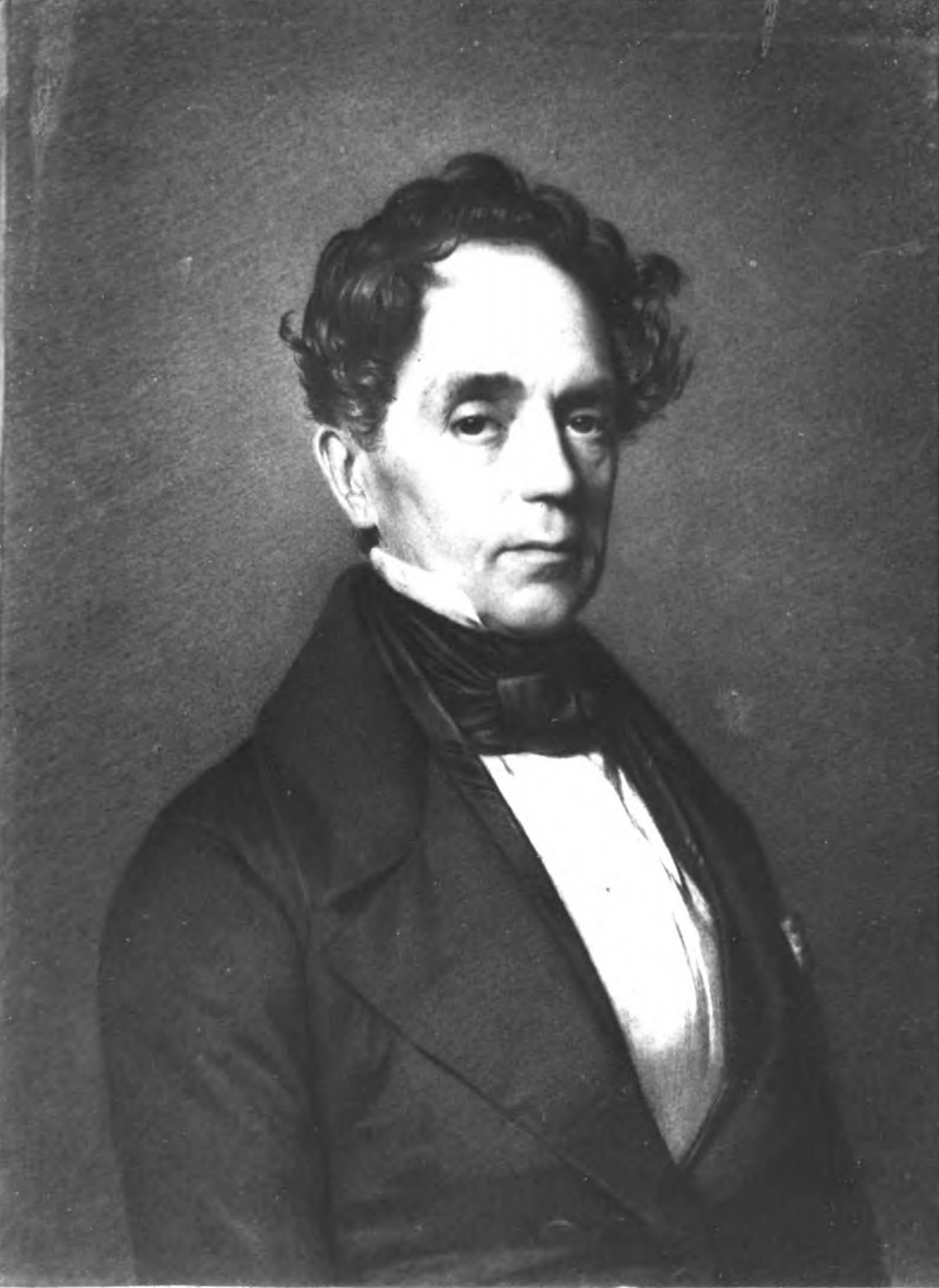
Jean-Baptiste Monfalcon

En témoignent les accusations de plagiat de l'archéologue et épigraphiste Alphonse de Boissieu (1807-1886) à l'égard d'Amboise Comarmond. En 1855, leur différend sera porté sur la place publique par Ambroise Comarmond lui-même sous la forme de la lettre ouverte Réponse à la seconde attaque de M. de Boissieu par le Dr. Ambroise Comarmond qu'il fait imprimer chez F. Dumoulin. En plus du plagiat, des erreurs dans les travaux de Comarmond apparaissent encore actuellement comme l'erreur de localisation situant l'entreprise Morel quai de Serin alors que cette fonderie de cloches se trouve quai Sainte-Marie-aux-Chaînes, en aval du fort Saint-Jean,.
Par ailleurs, les publications entrent quelquefois en concurrence. Dès 1846, Alphonse de Boissieu publie en même temps qu'Ambroise Comarmond des fascicules décrivant les antiquités rassemblées au musée de Lyon. Leurs querelles de personnes et d'interprétations est avivée par quelques autres personnes comme Jean-Baptiste Monfalcon qui publie également sur l'épigraphie et l'architecture avec notamment une Histoire monumentale de la ville de Lyon (1866-1869) ainsi que sa propre version d'un catalogue des pièces lapidaires du musée archéologique de Lyon.
Malgré une demande dès 1837 par le maire de Lyon Christophe Martin, la première tentative de vente de la collection d'Ambroise Comarmond à la ville fait ne fit pas l'unanimité. Dès 1841, la vente fait l’objet dans la presse locale d’une campagne de rejet en particulier par le trimestriel satirique Le Lutin qui fait d’Ambroise Comarmond sa cible régulière. Pendant toute sa parution de 1841 à 1842, son gérant Léopold Curez, également sculpteur et professeur de sculpture aux Beaux Arts de Lyon, pique la ville et Ambroise sous différents traits satyriques.

## Sa collection

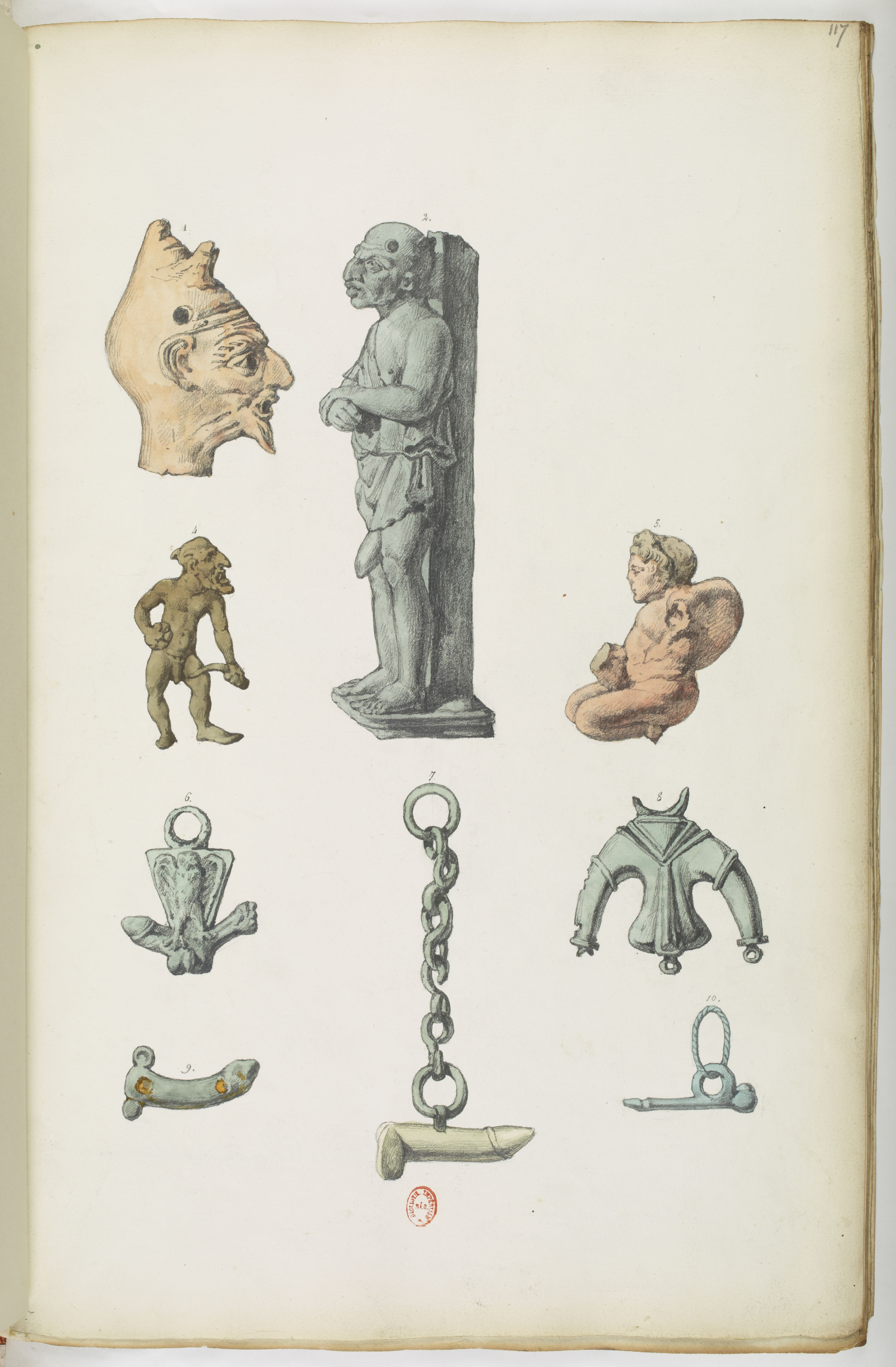
Jean-Baptiste Muret - Planche du Recueil 9 planche 117

Pendant plus de trente ans, Ambroise Comarmond a collecté et classé de nombreux objets naturels ou façonnés par l’homme. Il s'est également intéressé à ses contemporains comme le dessinateur français Jean-Baptiste Muret à qui il fait réaliser différents dessins de sa propre collection qui sont conservées à l'Institut national d'histoire de l'art.
Son importante collection a fait l'objet de différentes ventes dont une au moins sans catalogue. Sur l'ensemble des ventes, sept ont été des ventes publiques thématiques s'étant déroulées à Paris et ayant fait l'objet d'un catalogue. Elles sont datées de 1847, 1849, 1851, 1857 et 1858. La vente de 1851 permet au British Museum d'acquérir un grand nombre d'objets, mais une partie a pu rejoindre les collections du musée des Beaux-Arts de Lyon.
D’autres objets ont également été vendus de gré-à-gré dont le suivi est difficile. La vente au mathématicien, historien et collectionneur Guillaume Libri du Psautier de la reine Mélisande de Jérusalem en témoigne. C'est l'achat par le British Museum en 1845 auprès des marchands anglais Payne et Foss qui permet de mettre en évidence la vente précédente.
Par ailleurs, certains de ses propres travaux, comme ses estampages, sont conservés à la bibliothèque Mazarine.

## Principales œuvres
Ambroise Comarmond a écrit sur des sujets très divers liés autant à la médecine comme vu précédemment qu'à des activités de production ou d'hydrographie et d'archéologie.
Ses œuvres principales demeurent la Notice du Musée lapidaire de la ville de Lyon et la Description des antiquités et objets d'art contenus dans les salles du Palais-des-Arts de la ville de Lyon. La première publication fut élaborée entre 1846 à 1854 alors que la seconde sera réalisée entre 1855 et 1857.

### Publications à des dates inconnues
En plus de ses publications référencées comme les deux précédentes et d'autres dont celle sur un écrin de dame romaine en 1844, un Hercule enfant en 1848, sur la mosaïque des Jeux du cirque en 1861 et bien d'autres, Ambroise Comarmond est un auteur prolifique à en juger par les nombreuses publications connues de façon indirecte qui n'ont pas fait l'objet d'un référencement précis :
- « Mémoire sur les antiquités de l'Ardèche » ;
- « Mémoire sur l'abbaye et l'église de Cruas » ;
- « Mémoire sur l'église de Champagne» ;
- « Mémoire sur l'abbaye et l'église d'Ainay » ;
- « Notice sur l'état des aqueducs du Mont-Pilat » ;
- « Notice sur les fouilles de Vaise » ;
- « Mémoire sur les antiquités et les statues antiques de Lyon »;
- « Mémoire sur les débris d'une statue colossale en bronze, trouvée dans la Saône » ;
- « L'âge de pierre, l'âge de bronze, l'âge de fer » ;
- « Mémoire sur l'incendie » :
- « Notice sur une statuette d'Hercule enfant, en bronze » ;
- « Mémoire sur plusieurs inscriptions découvertes » ;
- « Description des objets antiques et du Moyen Âge contenus dans les salles du Musée » ;
- « Notice sur des bronzes gaulois trouvés à Vernaison » ;
- « Notice sur les découvertes faites dans les constructions de l'École Vétérinaire » ;
- « Notice sur les découvertes faites dans le nouveau cimetière de Loyasse » ;
- « Mémoire sur les découvertes faites à Lyon depuis plusieurs années et sur lé nivellement du sol gallo-romain » ;
- « Mémoire sur les contrepoids de lances gauloises, considérées jusqu'ici comme haches » ;
- « Notice sur la robe antique et les moyens employés par les faussaires pour la contrefaire » ;

## Sociétés savantes et distinctions
Il est membre de plusieurs sociétés savantes ainsi que titulaire de diverses fonctions, parmi lesquelles :
- membre de l'Académie des sciences, belles-lettres et arts de Lyon de 1844 à 1857 ;
- membre correspondant de l'instruction publique ;
- inspecteur des Monuments Historiques des départements du Rhône et de l'Ardèche ;
- inspecteur de la Société française pour la conservation des monuments historiques ;
- membre correspondant de l'Académie des sciences de Rome, de l'Académie des sciences de Turin et de l'Académie des sciences, arts et belles-lettres de Dijon ainsi que de l'Institut des provinces ;
- membre de la Société linnéenne de Lyon ;
- membre de la Société française d'archéologie et membre des sociétés archéologiques de Londres et d'Athènes ;
- membre de la Société nationale des antiquaires de France de l'académie de Lyon.

Le 2 janvier 1856, il reçoit le diplôme de l'Ordre des Saints-Maurice-et-Lazare de Sardaigne.

### Sources
- Les archives privées de la famille Comarmond sont conservées pour partie aux Archives municipales de Lyon, pour partie aux archives du département du Rhône et de la métropole de Lyon sous la cote 11 J, pour partie chez des collectionneurs privés dont certains peuvent être contactés via ArkéoTopia, une autre voie pour l'archéologie notamment pour les lettres accessibles sur Wikimédia Commons.
- Jean Burdy (dir.) et Dominique Saint-Pierre, « Comarmond, Ambroise », dans Dictionnaire historique des Académiciens de Lyon : 1700-2016, Lyon, ASBLA de Lyon, 2017 (ISBN 978-2-9559-4330-4), p. 353-355.
- Fonds : Société des Antiquaires de France.  Cote : 36AS/51. Archives nationales..